# 놀라 (중앙아프리카 공화국)
놀라(Nola)는 중앙아프리카 공화국의 경제주인 상가음바에레 주의 주도이다. Kadéï강, 맘베레강의 합류 지점에 위치해 있다. 이 강들로 인해 상하강(Sangha River)이 형성되었다.